# Jorge José de Mello

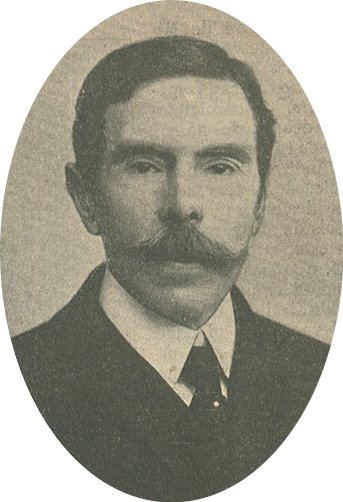
O Conde do Cartaxo

Jorge José de Mello Lisboa, Alcântara, 2 de Agosto de 1857 – Lisboa, Santa Isabel, 8 de Novembro de 1922), 2.º Conde do Cartaxo, foi um político português.

## Família
D. Jorge José de Melo era filho secundogénito de D. António Maria José de Melo da Silva César e Meneses, 8.º Conde e 3.º Marquês de Sabugosa, 10.º Conde de São Lourenço e 10.º Alferes-Mor do Reino, e de sua mulher D. Maria do Carmo da Cunha Portugal e Meneses e sobrinho paterno do 1.º Conde do Cartaxo.

## Biografia
Era Bacharel formado em Direito pela Faculdade de Direito da Universidade de Coimbra, Oficial-Mor Honorário da Casa Real, Par do Reino e 50.º Governador Civil do Distrito de Lisboa de 4 de Maio de 1905 a 20 de Março de 1906.
O título de 2.º Conde do Cartaxo foi-lhe renovado, em sua vida, por Decreto de D. Carlos I de Portugal de 24 de Março de 1906. Armas: escudo partido, a 1.ª cortada, o 1.º de Lancastre e o 2.º de Melo, e a 2.ª César, sobre o todo da Silva; timbre: de Melo; Coroa de Conde.

## Casamento e descendência
Casou em Lisboa, São Mamede, a 11 de Junho de 1891 com Maria Luísa de Lima Mayer (Lisboa, São José, 1 de Janeiro de 1875 - Lisboa, São Mamede, 25 de Abril de 1958), filha de Adolfo de Lima Mayer e de sua mulher Maria Amália Rosalina Pereira Guimarães, prima-irmã do 1.º Visconde de Benalcanfor e sobrinha materna do 1.º Visconde dos Olivais e prima direita da Viscondessa de Meneses, Carlota Emília MacMahon Pereira Guimarães (Lisboa, 19 de Setembro de 1841 - Lisboa, 2 de Maio de 1877) e prima direita da 2ª Viscondessa dos Olivais, Clotilde da Veiga Araújo (1849-1916).  